# Uruguay op de Olympische Zomerspelen 2020
Uruguay nam deel aan de Olympische Zomerspelen 2020 in Tokio, Japan.

## Atleten
Hieronder volgt een overzicht van de atleten die zich kwalificeerden voor deelname aan de Olympische Zomerspelen 2020.
| sport    | vrouwen | mannen | totaal |
| -------- | ------- | ------ | ------ |
| Atletiek | 2       | 1      | 3      |
| Judo     | 0       | 1      | 1      |
| Roeien   | 0       | 2      | 2      |
| Zeilen   | 2       | 1      | 3      |
| Zwemmen  | 1       | 1      | 2      |
| totaal   | 5       | 6      | 11     |

## Sporten

### Atletiek
Mannen
Technische nummers
| atleet        | onderdeel   | kwalificaties | kwalificaties | finale         | finale         |
| atleet        | onderdeel   | afstand       | rang          | afstand        | rang           |
| ------------- | ----------- | ------------- | ------------- | -------------- | -------------- |
| Emiliano Lasa | verspringen | 7,95          | 13            | niet geplaatst | niet geplaatst |

Vrouwen
Loopnummers
| atlete            | onderdeel | series  | series | kwartfinale | kwartfinale | halve finale   | halve finale   | finale         | finale         |
| atlete            | onderdeel | tijd    | rang   | tijd        | rang        | tijd           | rang           | tijd           | rang           |
| ----------------- | --------- | ------- | ------ | ----------- | ----------- | -------------- | -------------- | -------------- | -------------- |
| Deborah Rodriquez | 800 m     | 2.00,90 | 2 Q    | n.v.t.      | n.v.t.      | 2.01,76        | 7              | niet geplaatst | niet geplaatst |
| Maria Fernandez   | 1500 m    | 4.59,56 | 15     | n.v.t.      | n.v.t.      | niet geplaatst | niet geplaatst | niet geplaatst | niet geplaatst |

### Judo
Mannen
| atleet           | onderdeel | eerste ronde         | tweede ronde         | derde ronde          | kwartfinale          | halve finale         | herkansing           | finale / BM          | finale / BM    |
| atleet           | onderdeel | tegenstander uitslag | tegenstander uitslag | tegenstander uitslag | tegenstander uitslag | tegenstander uitslag | tegenstander uitslag | tegenstander uitslag | rang           |
| ---------------- | --------- | -------------------- | -------------------- | -------------------- | -------------------- | -------------------- | -------------------- | -------------------- | -------------- |
| Alain Aprahamian | −81 kg    | bye                  | Pacek V 000-101      | niet geplaatst       | niet geplaatst       | niet geplaatst       | niet geplaatst       | niet geplaatst       | niet geplaatst |

### Roeien
Mannen
| atleet                      | onderdeel          | series  | series | herkansingen | herkansingen | kwartfinale | kwartfinale | halve finale | halve finale | finale  | finale |
| atleet                      | onderdeel          | tijd    | rang   | tijd         | rang         | tijd        | rang        | tijd         | rang         | tijd    | rang   |
| --------------------------- | ------------------ | ------- | ------ | ------------ | ------------ | ----------- | ----------- | ------------ | ------------ | ------- | ------ |
| Bruno Cetraro Felipe Klüver | lichte dubbel-twee | 6.42,85 | 6 H    | 6.36,87      | 3 HA/B       | n.v.t.      | n.v.t.      | 6.11,48      | 2 FA         | 6.24,21 | 6      |

Legenda: FA=finale A (medailles); FB=finale B (geen medailles); FC=finale C (geen medailles); FD=finale D (geen medailles); FE=finale E (geen medailles); FF=finale F (geen medailles); HA/B=halve finale A/B; HC/D=halve finale C/D; HE/F=halve finale E/F; KF=kwartfinale; H=herkansing

### Zeilen
Vrouwen
| atlete          | onderdeel    | race | race | race | race | race | race | race | race | race | race | race   | race   | race | netto punten | eindnotering |
| atlete          | onderdeel    | 1    | 2    | 3    | 4    | 5    | 6    | 7    | 8    | 9    | 10   | 11     | 12     | M    | netto punten | eindnotering |
| --------------- | ------------ | ---- | ---- | ---- | ---- | ---- | ---- | ---- | ---- | ---- | ---- | ------ | ------ | ---- | ------------ | ------------ |
| Dolores Moreira | Laser Radial | 23   | 11   | 17   | 31   | (33) | 23   | 24   | 22   | 10   | 12   | n.v.t. | n.v.t. | -    | 173          | 22           |

Gemengd
| atleten                         | onderdeel | race | race | race | race | race | race | race | race | race | race | race | race | race | netto punten | eindnotering |
| atleten                         | onderdeel | 1    | 2    | 3    | 4    | 5    | 6    | 7    | 8    | 9    | 10   | 11   | 12   | M    | netto punten | eindnotering |
| ------------------------------- | --------- | ---- | ---- | ---- | ---- | ---- | ---- | ---- | ---- | ---- | ---- | ---- | ---- | ---- | ------------ | ------------ |
| Pablo Defazio Dominique Knuppel | Nacra 17  | (21) | 15   | 17   | 17   | 17   | 17   | 11   | 18   | 15   | 16   | 17   | 19   | -    | 179          | 18           |

### Zwemmen
Mannen
| atleet        | onderdeel       | series | series | halve finale   | halve finale   | finale         | finale         |
| atleet        | onderdeel       | tijd   | rang   | tijd           | rang           | tijd           | rang           |
| ------------- | --------------- | ------ | ------ | -------------- | -------------- | -------------- | -------------- |
| Enzo Martinez | 50 m vrije slag | 22,52  | 35     | niet geplaatst | niet geplaatst | niet geplaatst | niet geplaatst |

Vrouwen
| atlete       | onderdeel        | series  | series | halve finale   | halve finale   | finale         | finale         |
| atlete       | onderdeel        | tijd    | rang   | tijd           | rang           | tijd           | rang           |
| ------------ | ---------------- | ------- | ------ | -------------- | -------------- | -------------- | -------------- |
| Nicole Frank | 200 m wisselslag | 2.18,93 | 27     | niet geplaatst | niet geplaatst | niet geplaatst | niet geplaatst |